# A. J. Delgado
Arlene J. «A. J.» Delgado es una columnista estadounidense que anteriormente trabajó para Mediaite. Se unió a la campaña presidencial de Donald Trump de 2016 en septiembre de ese año. Se graduó en Derecho de la Escuela de Derecho Harvard y ejerció la abogacía en la ciudad de Nueva York.

## Carrera profesional
Los escritos de Delgado se han publicado en The American Conservative, National Review, Miami Herald, The Washington Post, Breitbart, The Daily Caller, y Fox News. Publicó su libro Hip to Be Square: Why It's Cool to Be a Conservative en 2012. Delgado ha escrito sobre por qué los latinos deberían votar por Trump en The Washington Post. En televisión, Delgado defendió regularmente a Trump de sus numerosas acusaciones de acoso sexual. En MSNBC con Brian Williams el 12 de octubre de 2016, Delgado calificó las afirmaciones de las mujeres que acusaron a Trump de agresión sexual como «alucinantes» y «dudosas».
Después de las elecciones, se unió al equipo de transición presidencial de Donald Trump como asesora de campaña. No se unió a la administración después de descubrir que estaba embarazada: el padre del bebé es Jason Miller, miembro del personal de la campaña de Trump. Según Delgado, Miller le dijo que estaba separado de su esposa. Miller y Delgado rompieron su relación poco después de que ella quedara embarazada. Delgado dio a luz en julio de 2017 a un niño al que llamó William.
En mayo de 2018, Delgado describió las afirmaciones hechas por Trump de que el FBI puso un espía dentro de su campaña de 2016 para inculparlo como «vergonzosas». Ella tuiteó: «Are we really going w this?? That Obama put a spy inside the Trump campaign, to frame Trump? Srsly? Not sure if it’s IQ, ethics, or simple common sense but I cant. This is embarrassing.» («¿Realmente vamos con esto? ¿Que Obama puso un espía dentro de la campaña de Trump, para incriminar a Trump? ¿De veras? No estoy segura de si se trata de coeficiente intelectual, ética o simple sentido común, pero no puedo. Esto es vergonzoso».).